# 225
El año 225 (CCXXV) fue un año común comenzado en sábado del calendario juliano, en vigor en aquella fecha.
En el Imperio romano el año fue nombrado como el del consulado de Fusciano y Domicio o, menos comúnmente, como el 978 Ab urbe condita, siendo su denominación como 225 posterior, de la Edad Media, al establecerse el Anno Domini.

## Acontecimientos
- El emperador romano Alejandro Severo se casa con Salustia Orbiana, y posiblemente asciende a su padre Seyo Salustio al rango de César.

### Arte y literatura
- Fecha aproximada en la que se datan las primeras pinturas cristianas en Roma, decorando las catacumbas.

## Nacimientos
- 20 de enero: Gordiano III, emperador romano (f. 244).
- Año aproximado: san Lorenzo, mártir español semilegendario (f. 258).